# 241. Infanterie-Division (11. Königlich Sächsische)
Die 241. Infanterie-Division (11. Königlich Sächsische) war ein Großverband der Sächsischen Armee im Ersten Weltkrieg.

## Geschichte

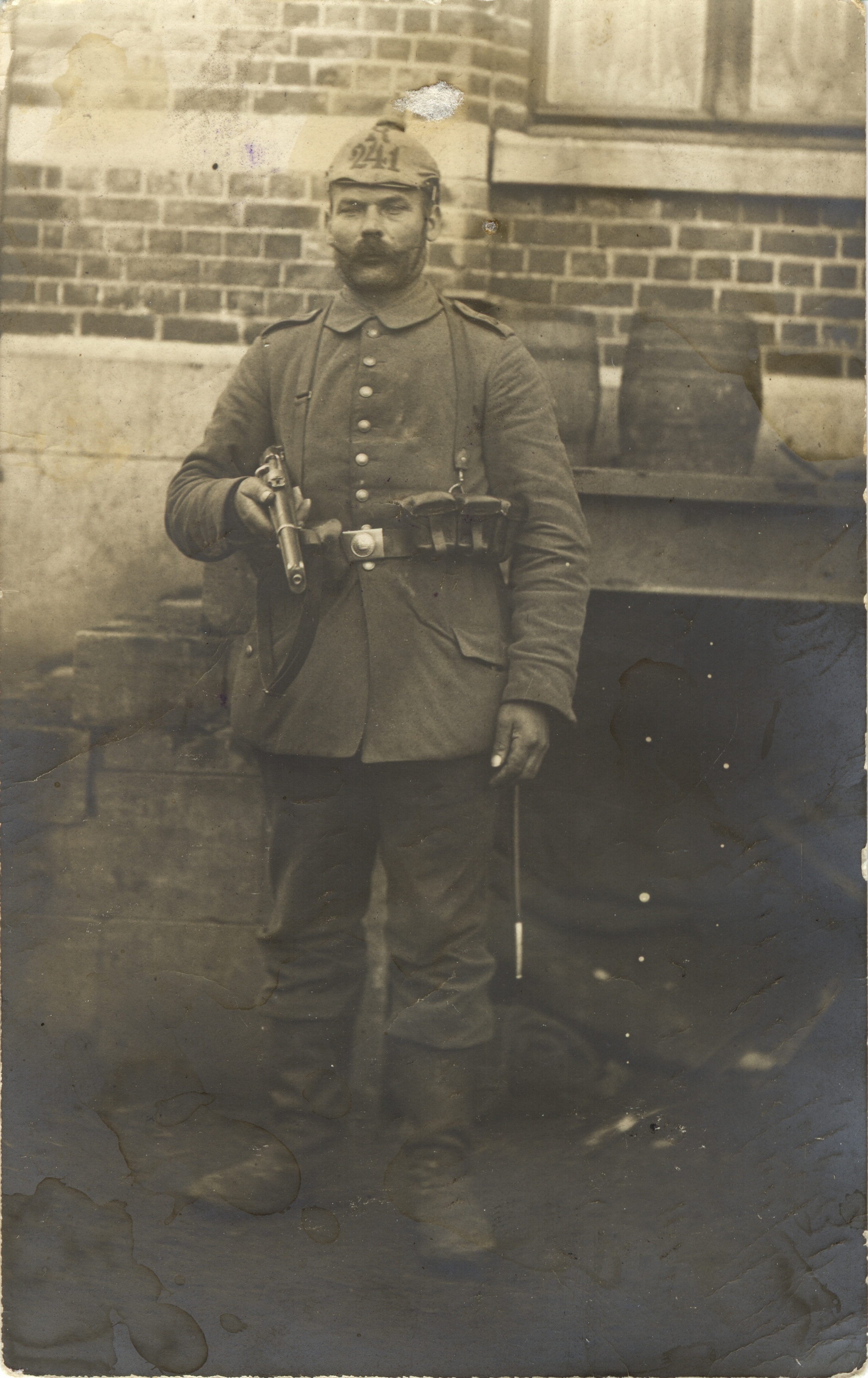
Soldat der 241. Infanterie-Division

Die Division wurde am 16. Januar 1917 in Dresden zusammengestellt und an der Ostfront eingesetzt, nach dem dortigen Waffenstillstand abgezogen und an die Westfront verlegt. Dort verblieb sie bis Kriegsende. Sie marschierte dann in die Heimat, wo die Division im Januar 1919 zunächst demobilisiert und schließlich aufgelöst wurde. Einziger Kommandeur des Großverbandes war der sächsische Generalmajor/Generalleutnant August Fortmüller.

### Gefechtskalender

#### 1917
- 01. März bis 11. April 1917 – Reserve der OHL
- 11. April bis 10. Juni – Stellungskämpfe zwischen Krewo-Smorgon-Naratsch-Tweretsch
- 10. bis 24. Juni – Reserve Oberost
- 24. bis 28. Juni – Stellungskämpfe an der Narajowka, zwischen Narajowka und Zlota Lipa und an der Ceniowka
- 29. Juni bis 3. Juli – Abwehr der russischen Sommeroffensive
  - 29. Juni bis 3. Juli – Schlacht bei Brzezany (Teile der Division)
  - 29. Juni bis 3. Juli – Schlacht bei Koniuchy (Teile der Division)
- 04. bis 20. Juli – Stellungskämpfe an der Narajowka, zwischen Narajowka und Zlota-Lipa und an der Ceniowka
- 21. bis 30. Juli – Verfolgungskämpfe in Ostgalizien
  - 29. bis 30. Juli – Turlycze-Iwankow
- 31. Juli bis 2. August – Kämpfe um den Zbrucz und zwischen Zbrucz und Sereth
- 03. August bis 7. Dezember – Stellungskämpfe zwischen Dnjestr und Zbrucz
- 08. bis 17. Dezember – Waffenruhe
- ab 17. Dezember – Waffenstillstand

#### 1918
- bis 18. Februar – Waffenstillstand
- 19. Februar bis 5. März – Transport nach dem Westen
- 05. bis 16. März – Reserve der 1. Armee
- 17. bis 20. März – Reserve der 7. Armee
- 21. März bis 6. April – Große Schlacht in Frankreich
  - 06. April – Sturm auf die Höhen von Amigny, Oise-Übergang bei Chauny
- 08. bis 9. April – Sturm auf Coucy le Château und Verfolgung bis zum Oise-Aisne-Kanal
- 10 April bis 26. Mai – Stellungskämpfe nördlich der Ailette
- 27. Mai bis 13. Juni – Schlacht bei Soissons und Reims
  - 25. Mai bis 1. Juni – Verfolgungskämpfe zwischen Oise und Aisne
  - 30. Mai bis 13. Juni – Angriffskämpfe westlich und südwestlich von Soissons
- 14. Juni bis 4. Juli – Stellungskämpfe westlich Oise, Aisne und Marne
- 05. bis 17. Juli – Stellungskämpfe westlich Soissons
- 18. bis 25. Juli – Abwehrschlacht zwischen Soissons und Reims
- 26. Juli bis 3. August – Bewegliche Abwehrschlacht zwischen Marne und Vesle
- 04. bis 16. August – Stellungskämpfe zwischen Oise und Aisne
- 17. bis 22. August – Abwehrschlacht zwischen Oise und Aisne
- 23. August bis 3. September – Abwehrschlacht zwischen Somme und Oise
  - 29. August bis 3. September – Schlacht in den Waldbergen östlich Noyon
- 04. bis 18. September – Kämpfe vor der Siegfriedfront
- 19. bis 30. September – Kämpfe in der Siegfriedfront
- 01. bis 8. Oktober – Abwehrschlacht zwischen Cambrai und St. Quentin
- 09. bis 19. Oktober – Kämpfe vor und in der Hermannstellung
- 21. Oktober bis 4. November – Stellungskämpfe in der Woëvre-Ebene
- 04. bis 11. November – Abwehrschlacht in der Champagne und an der Maas
  - 04. bis 11. November – Abwehrkämpfe zwischen Maas und Beaumont
- ab 12. November – Rückmarsch durch Lothringen, die Rheinprovinz und die Pfalz während des Waffenstillstandes

#### 1919
- bis 4. Januar – Rückmarsch durch Lothringen, die Rheinprovinz und die Pfalz während des Waffenstillstandes

## Gliederung

### Kriegsgliederung vom 27. Februar 1918
- 246. Infanterie-Brigade
  - Infanterie-Regiment Nr. 472
  - Infanterie-Regiment Nr. 473
  - Infanterie-Regiment Nr. 474
  - 2. Eskadron/1. Königlich Sächsisches Husaren-Regiment „König Albert“ Nr. 18
- Artillerie-Kommandeur Nr. 241
  - 4. Königlich Sächsisches Feldartillerie-Regiment Nr. 48
- Pionier-Bataillon Nr. 241
- Divisions-Nachrichten-Kommandeur Nr. 241